# ساتر (اسم)
ساتر هو اسم علم مذكر من أصل عربي، ومعناه هو بمعنى الذي يستر عيوبه وعيوب الآخرين.

## وصلات خارجية
- موسوعة السلطان قابوس لأسماء العرب نسخة محفوظة 5 أبريل 2019 على موقع واي باك مشين.